# جزيرة كوتونوود (واشنطن)
جزيرة كوتونوود (جزيرة أحراج القطن حرفيًا) هي جزيرة غير مأهولة في ولاية واشنطن الأمريكية.  تقع في نهر كولومبيا بين كالاما وواشنطن ومدينتي لونجفيو وكيلسو بواشنطن في اتجاه مجرى النهر.  سميت الجزيرة على اسم بستان من أشجار القطن هناك.